# Tupolev Tu-104
Tupolev Tu-104 (v kódu NATO "Camel") byl sovětský dvoumotorový proudový úzkotrupý dopravní letoun středního doletu z poloviny 50. let 20. století. Po britském letounu de Havilland Comet, kanadském Avro Jetliner a francouzské Sud Aviation Caravelle byl čtvrtým proudovým dopravním letounem na světě, který vzlétl, a druhým na světě v pravidelné letecké dopravě.
Přílet jeho prototypu do Londýna 22. března 1956, při příležitosti státní návštěvy, západní pozorovatele překvapil. V té době byl letoun de Havilland Comet, kvůli konstrukčním závadám, které zapříčinily řadu havárií v letech 1952-1954, dočasně stažen z provozu, a tak se letoun Tu-104 stal, pro období let 1956 až 1958, jediným na světě provozovaným typem proudového dopravního letounu v pravidelné přepravě osob.
V roce 1957 se Československé aerolinie - ČSA (nyní České aerolinie) staly první leteckou společností na světě, která na trase létala výhradně s proudovými letadly, přičemž mezi Prahou a Moskvou používala variantu Tu-104A. S Aeroflotem (tehdy největší aerolinkou) Tu-104 přepravily přes 90 milionů cestujících, dále menší počet s ČSA a služby se dočkaly také u sovětského letectva. Mezi jeho nástupce patřily stroje Tu-124, Tu-134 a Tu-154.
Ve své době byl česky lidově nazýván Túčko.

## Vývoj

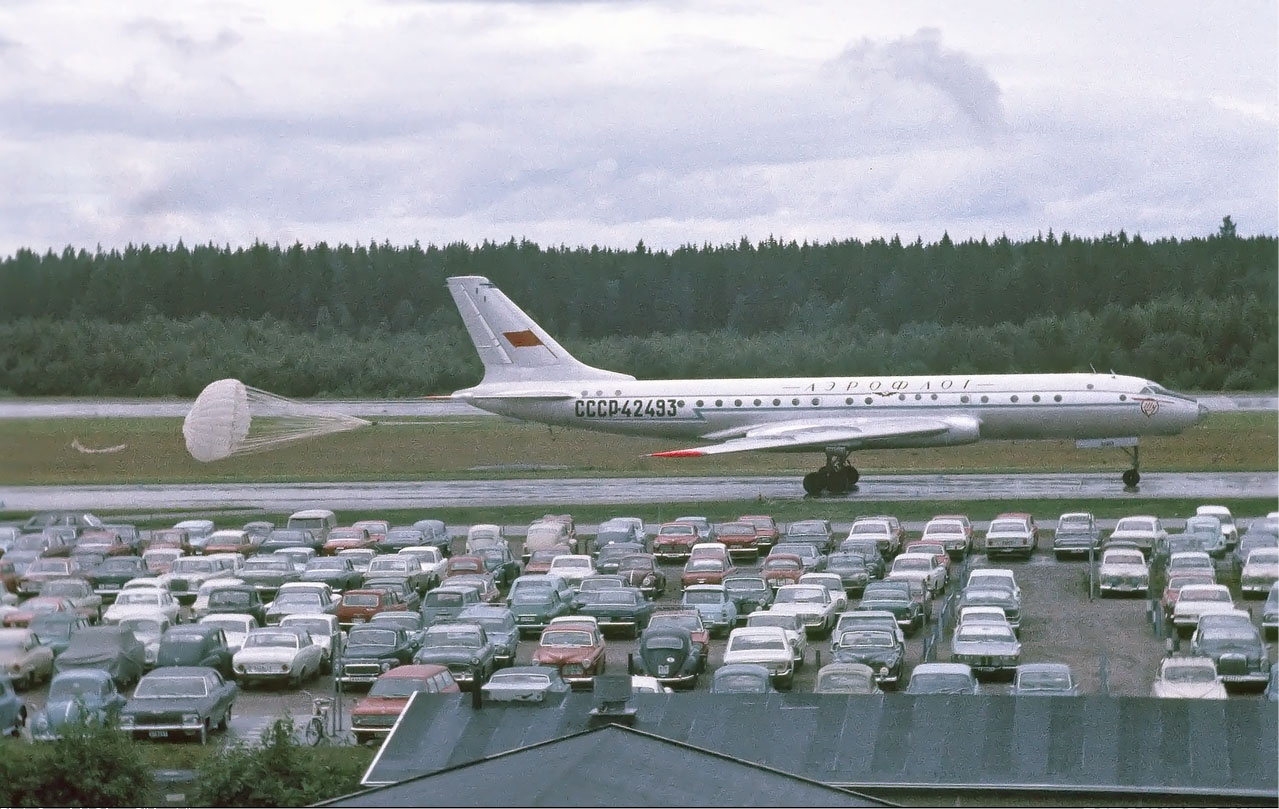
Tu-104B ve Stockholmu r. 1968

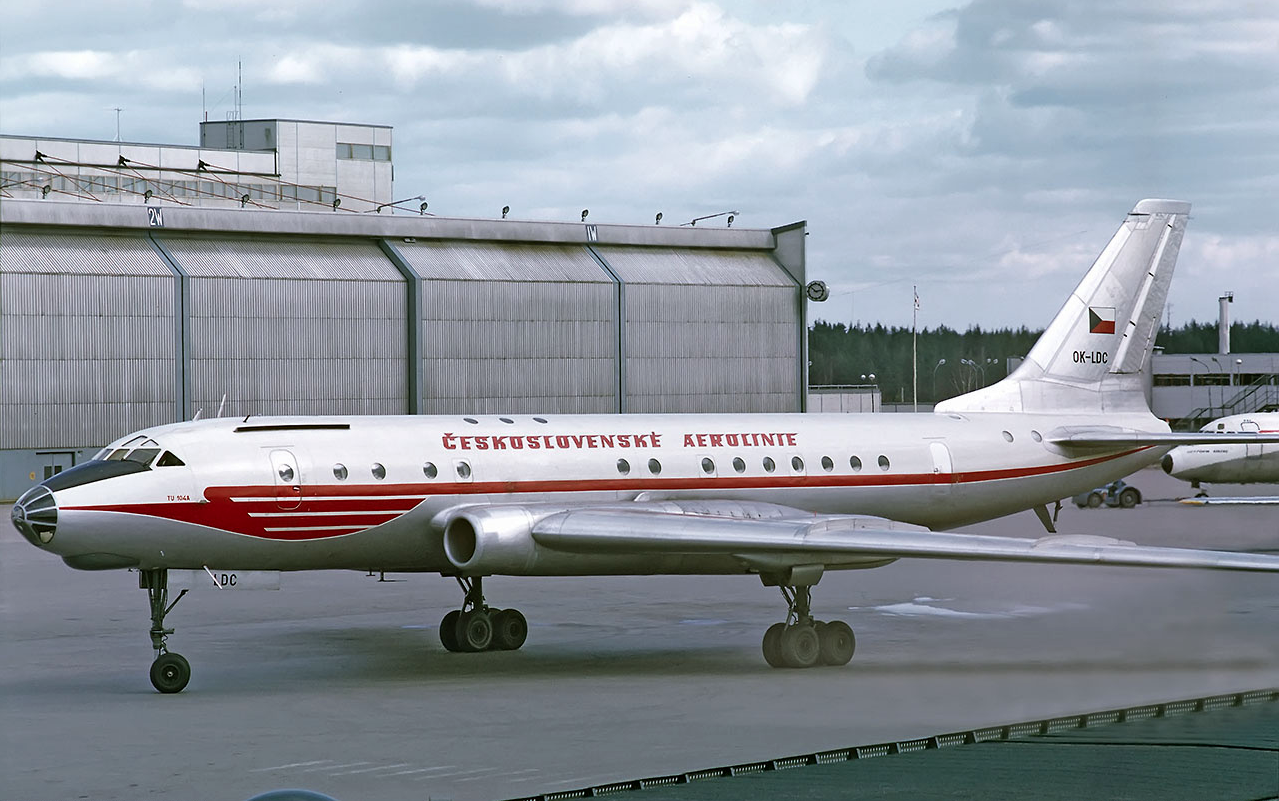
Tu-104A OK-LDC ve Stockholmu, r. 1971

Začátkem padesátých let zpracovalo Ministerstvo civilního letectví SSSR, ve spolupráci s konstrukčními kancelářemi A.N. Tupoleva a S.V. Iljušina technické podmínky pro vývoj a výrobu proudového dopravního letounu. Měl nahradit svou větší kapacitou a daleko lepšími letovými výkony zastarávající pístové dopravní letouny Iljušin Il-12, Il-14 a Lisunov Li-2 na hlavních vnitrostátních tratích Sovětského svazu, především z Moskvy přes Omsk do Irkutska. Lepší výchozí podmínky pro splnění technických podmínek měla konstrukční kancelář A.N. Tupoleva, takže jí navržený letoun byl schválen do výroby rozhodnutím Rady ministrů SSSR. Využila totiž šípové křídlo, motory, motorové gondoly, podvozek, podvozkové gondoly a šípové ocasní plochy z již vyráběného a mimořádně zdařilého strategického bombardovacího letounu Tupolev Tu-16.
Za tři roky po prvním vzletu letounu Tu-16, 27. dubna 1952, se 17. června 1955 uskutečnil první let prototypu proudového dopravního letounu Tu-104 (CCCP-L5400) pilotovaný J. T. Alašejevem. Hlavní změny spočívaly ve změně středokřídlého bombardovacího letounu na dolnokřídlý dopravní letoun a v novém trupu o větším průměru s přetlakovou kabinou cestujících, která byla podrobena cyklickým tlakovým zkouškám ve vodní nádrži. Přetlakový pilotní prostor byl převzat z bombardovacího letounu, stejně jako většina jeho systémů. Ponechán byl i pro dopravní letoun neobvyklý brzdicí padák (ve skutečnosti dva padáky na společném závěsu), který zkracoval dojezd o zhruba 400 m. Letouny vyráběly závody Ministerstva leteckého průmyslu v Omsku, Kazani a Charkově.
Výcvik pilotů Tu-104 byl prováděn na bombardéru Il-28 a poté následovaly poštovní lety na neozbrojeném bombardéru Tu-16 mezi Moskvou a Sverdlovskem v barvách Aeroflotu. Piloti s předchozími zkušenostmi s Tu-16 se relativně snadno přeškolili na Tu-104. Létat s Tu-104 však bylo považováno za obtížné. Letoun byl těžký na ovládání a při konečném přiblížení měl celkem velkou rychlost, při nízkých rychlostech zase vykazoval tendenci k pádu, což je rys společný pro křídla s velkou šípovitostí. Zkušenosti s Tu-104 vedly konstrukční kancelář Tupolev k vývoji prvního dvouproudového sériového dopravního letounu na světě, Tupolev Tu-124, navrženého pro lokální trh a následně komerčně úspěšnějšího Tu-134. Výroba Tu-104 skončila v roce 1960 ve prospěch typu Tu-124.
Větší překážkou jeho exportu do zemí mimo státy Rady vzájemné hospodářské pomoci byly, spíš, než politické bariéry, vysoká spotřeba pohonných hmot, malá životnost motorů a některých drahých letadlových celků jeho palubních soustav.
Letouny určené pro provoz na vnitrostátních linkách SSSR neměly radiovou a radionavigační výstroj slučitelnou s požadavky provozu na tratích letových provozních služeb, zejména v západní Evropě. Proto Československé aerolinie pořídily a instalovaly do svých letounů v té době špičkovou americkou radiokomunikační a radionavigační výstroj, spolu se sdruženými přístroji letově navigačními. Rovněž provedly přestavbu interiéru kabiny cestujících podle návrhu architekta Filsaka a úpravu charakteristiky klimatizace přetlakové kabiny, ke zmenšení rychlosti změn tlaku v kabině a zlepšení ventilace.

## Služba

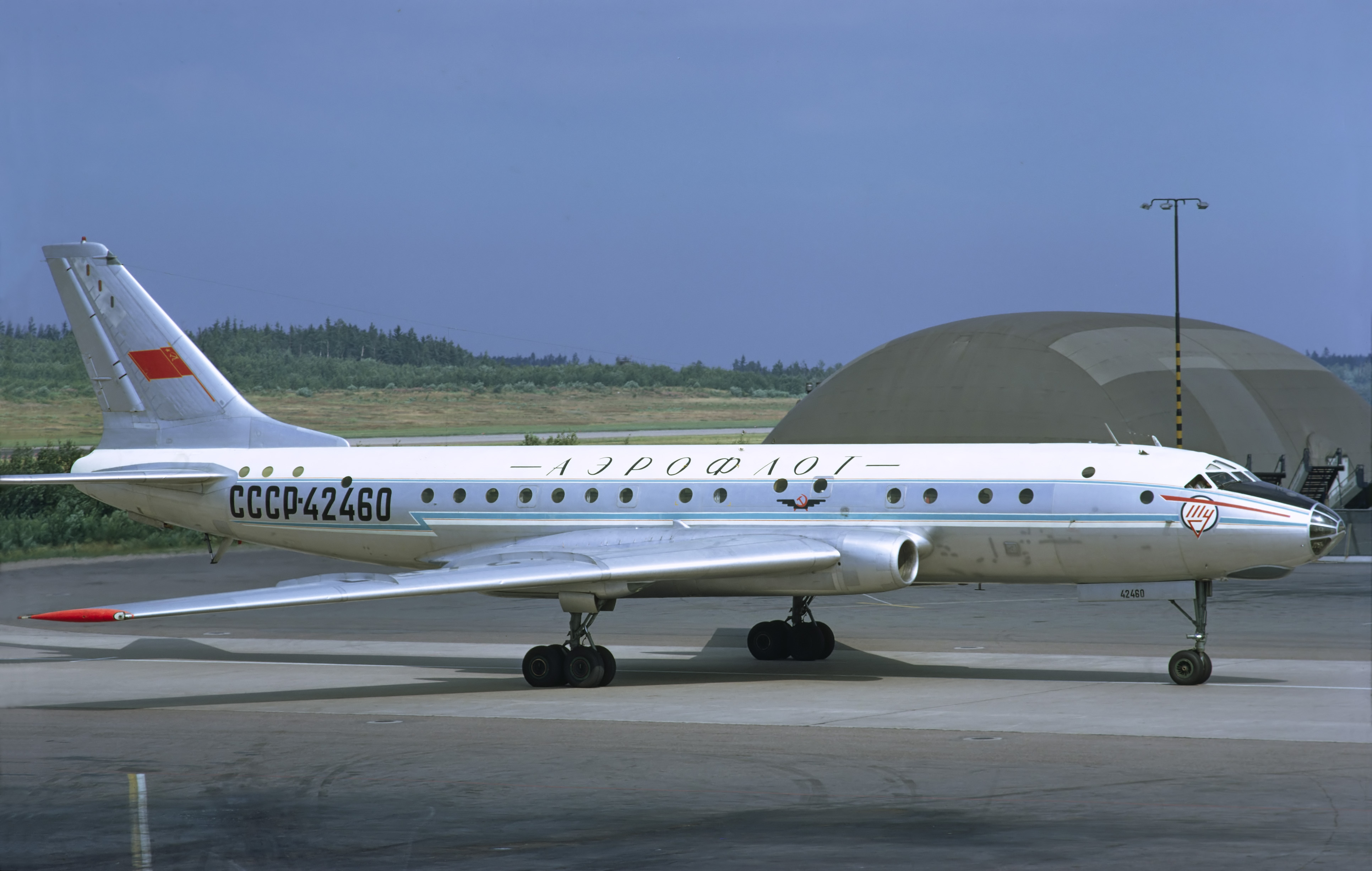
Tupolev Tu-104B v barvách Aeroflotu na letišti Arlanda v roce 1972

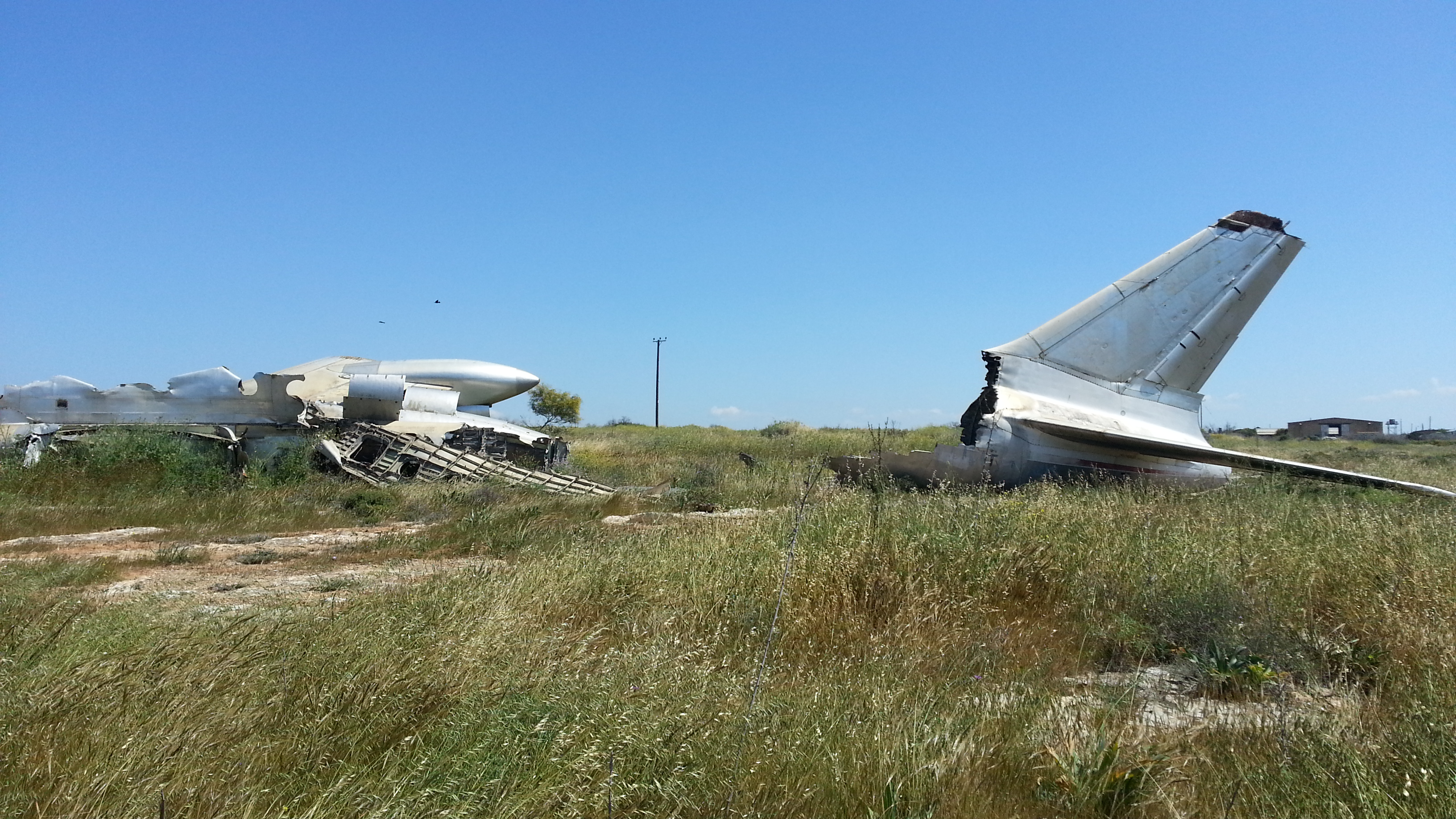
Vrak stroje Tupolev Tu-104 (OK-MDE) ČSA poblíž letiště Nikósie na Kypru (2015)

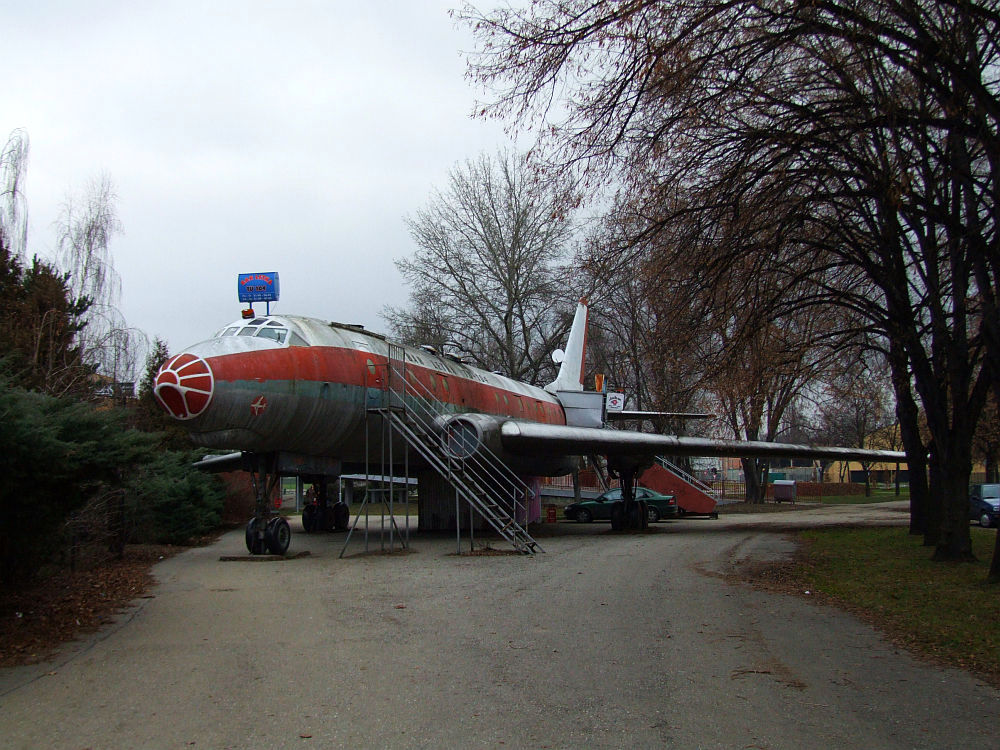
Tupolev Tu-104A v Olomouci

Provozovateli letounů Tu-104 byly vedle Aeroflotu Československé Aerolinie a sovětské letectvo. Od roku 1956 do roku 1960 bylo vyrobeno 200 letounů Tu-104 v níže uvedených verzích. Aeroflot nasadil letoun do pravidelného komerčního provozu 15. září 1956 na trase Moskva - Omsk - Irkutsk, kde nahradily Iljušin Il-14. Doba letu byla snížena z 13 hodin a 50 minut na 7 hodin a 40 minut a nový proudový letoun výrazně zvýšil úroveň pohodlí cestujících. V roce 1957 uvedl Aeroflot Tu-104 do služby na trasách z moskevského letiště Vnukovo do Londýna, Budapešti, Kodaně, Pekingu, Bruselu, Ottawy, Dillí a Prahy. Československé aerolinie jej, jako jediný exportní zákazník, nasadily 8. prosince 1957 na trasách do Moskvy, Paříže a Bruselu. ČSA zakoupilo celkem šest Tu-104A (čtyři nové a dva použité) pro 81 cestujících. Tři z těchto letadel byly následně odepsány. U Československých aerolinií stroje sloužily do roku 1973.
Zatímco Aeroflot v 60. a 70. letech nadále Tu-104 používal v provozu, bezpečnostní záznamy letounu byly, ve srovnání s jinými proudovými letadly té doby, slabé - 16 z 96 letadel bylo ztraceno při nehodách. Tu-104 byl nespolehlivý, těžký, velmi nestabilní se špatnou odezvou na řízení, se sklonem k holandskému kroku. Špatná aerodynamika křídla vyústila v náchylnost k nečekanému pádu a nebezpečné tendenci k prudkému zvednutí nosu letounu, čímž se přesunulo těžiště, došlo k ztrátě vztlaku, letoun se dostal do pádové rychlosti a vstoupil do nenapravitelného pádu. Kvůli strachu z nečekaného přechodu do pádové rychlosti posádka s letounem letěla na přiblížení nad doporučenou přibližovací rychlostí - téměř 500 km/h, zatímco přistávací rychlost byla 270–300 km/h. Tento jev byl spojen s nejméně dvěma nehodami, což vedlo ke změnám v konstrukci letadla i ke změnám provozních postupů, nicméně problém přetrvával. Aeroflot vyřadil Tu-104 ze služby v březnu 1979 po fatální nehodě v Moskvě, ale několik strojů bylo převedeno k sovětské armádě, která je používala k přepravě personálu a k výcviku kosmonautů v nulové gravitaci. Při havárii armádního Tu-104 v únoru 1981 poblíž Leningradu zahynulo 52 lidí (17 bylo vyšších armádních a námořních důstojníků) a typ byl na trvalo vyřazen z provozu. Poslední let se uskutečnil 11. listopadu 1986 (přelet do muzea v Uljanovsku)
Celkem za dobu provozu strávily ve vzduchu letouny Tu-104 okolo 2 mil. hodin.

### Tu-104 u ČSA
Ve službách Československých aerolinií bylo nasazeno celkem 6 strojů Tupolev Tu-104A, dva z nich byly zničeny při nehodách (bez obětí), jeden při katastrofě (13 obětí), zbývající tři jsou dosud existující ke spatření na území ČR (2 v muzeu a 1 jako restaurace):
- OK-LDA, „Praha“, cn 76600503, dodáno jako nové 2. 11. 1957, vyřazeno 14. 9. 1973, nyní v leteckém muzeu Praha-Kbely, kam přelétlo po vyřazení od ČSA.
- OK-LDB, „Bratislava“, cn 76600601, dodáno jako nové 3. 12. 1957, bylo 16. 6. 1963 zničeno požárem při plnění palivem v Bombaji.[3]
- OK-LDC, „Brno“, cn 76600602, dodáno jako nové 30. 12. 1957, vyřazeno 1974, nyní jako restaurace v Petrovicích (podrobněji viz článek Seznam restaurací z vyřazených dopravních letadel v Česku).
- OK-NDD, „Plzeň“, cn 96601803, dodáno jako nové 12. 3. 1960, zničeno v noci na 1. 6. 1970 při 3. pokusu o přiblížení na letiště v Tripolisu (Libye), po nárazu do země a následném požáru. Všichni na palubě zahynuli. (viz Letecké nehody českých strojů v zahraničí).[4]
- OK-MDE, „Ostrava“, cn 86601202, dodáno jako nové 12. března 1962, zničeno při provádění letu OK531, 29. srpna 1973 při vyjetí z VPD 14 na letišti v Nikósii (Kypr).[5]
- OK-NDF, „České Budějovice“, cn 9350801, dodán Aeroflotu 31. 1. 1959, u ČSA od 25. února 1963, poslední let 25. dubna 1974, vyřazen v září 1974, poté bar v Olomouci, od 31. 10. 2012 Air Park soukromá sbírka techniky Zruč u Plzně (podrobněji viz článek Seznam restaurací z vyřazených dopravních letadel v Česku).

## Varianty
V literatuře jsou uváděny tyto verze letounů TU-104:
- Tu-104

verze počáteční výroby pro 50 cestujících se dvěma proudovými motory Mikulin AM-3M (později označovaných RD místo AM)
- Tu-104A

zlepšená verze s kabinou upravenou pro 70 cestujících poháněná dvěma proudovými motory Mikulin AM-3M se zvětšeným tahem zalétaná počátkem roku 1957, (Tu-104A-TS transportní/sanitární verze)
- Tu-104B

verze s prodlouženým trupem a novými vztlakovými klapkami o větší ploše schopná přepravovat až 100 cestujících, poháněná dvěma proudovými motory Mikulin AM-3M-500, zalétaná v roce 1958, (Tu-104B-TS transportní/sanitární verze)
- Tu-104G, Tu-104D

salónní verze letounu
- Tu-104D-85

přestavba letounu Tu-104A pro přepravu až 85 cestujících
- Tu-104V

přestavba letounu Tu-104A pro přepravu až 105 cestujících (stejné označení měla mít i nezrealizovaná verze pro 117 pasažérů)
- Tu-104V-115

přestavba letounu Tu-104B pro přepravu až 115 cestujících
- Tu-104E

verze zkušebního letounu, upraveného z Tu-104B, použitá k vytvoření světových rychlostních rekordů na uzavřeném okruhu s motory RD-3M o tahu 85,35 kN. Letoun vytvořil celkem 11, dnes již překonaných světových rekordů, většinou rychlostních na uzavřeném okruhu a výškových se zatížením, zapsaných FAI ve 3. skupině třídy C1, pozemní proudové letouny. (OKB Tupoleva uvádí 26 světových rekordů)
- Tu-104AK

verze pro výcvik kosmonautů ve stavu beztíže. K vytvoření stavu beztíže letoun zrychloval ve výšce 6 000 m na maximální rychlost, po jejím dosažení byl převeden do strmého stoupavého letu pod úhlem 45° a následným převedením do klesání pod úhlem 40–45° dosaženo stavu beztíže na dobu 25–28 s. Riskantní bylo vybírání strmého klesání na mezní rychlosti.
- Tu-110

Prototyp odvozený z letounu Tu-104B, vybavený čtyřmi proudovými motory (Ljulka-5 53,9 kN nebo dvouproudovými D-20P téhož tahu) v kořeni křídla, který ačkoliv byl hospodárnější a měl menší požadované délky vzletových a přistávacích drah, se nedostal do sériové výroby. Byly vyrobeny pouze 3 nebo 4 prototypy:

## Uživatelé
Československo
- Československé aerolinie – Šest letounů.
- Československé letectvo

 Sovětský svaz
- Aeroflot
- Sovětské letectvo

## Specifikace

### Technické údaje Tu-104

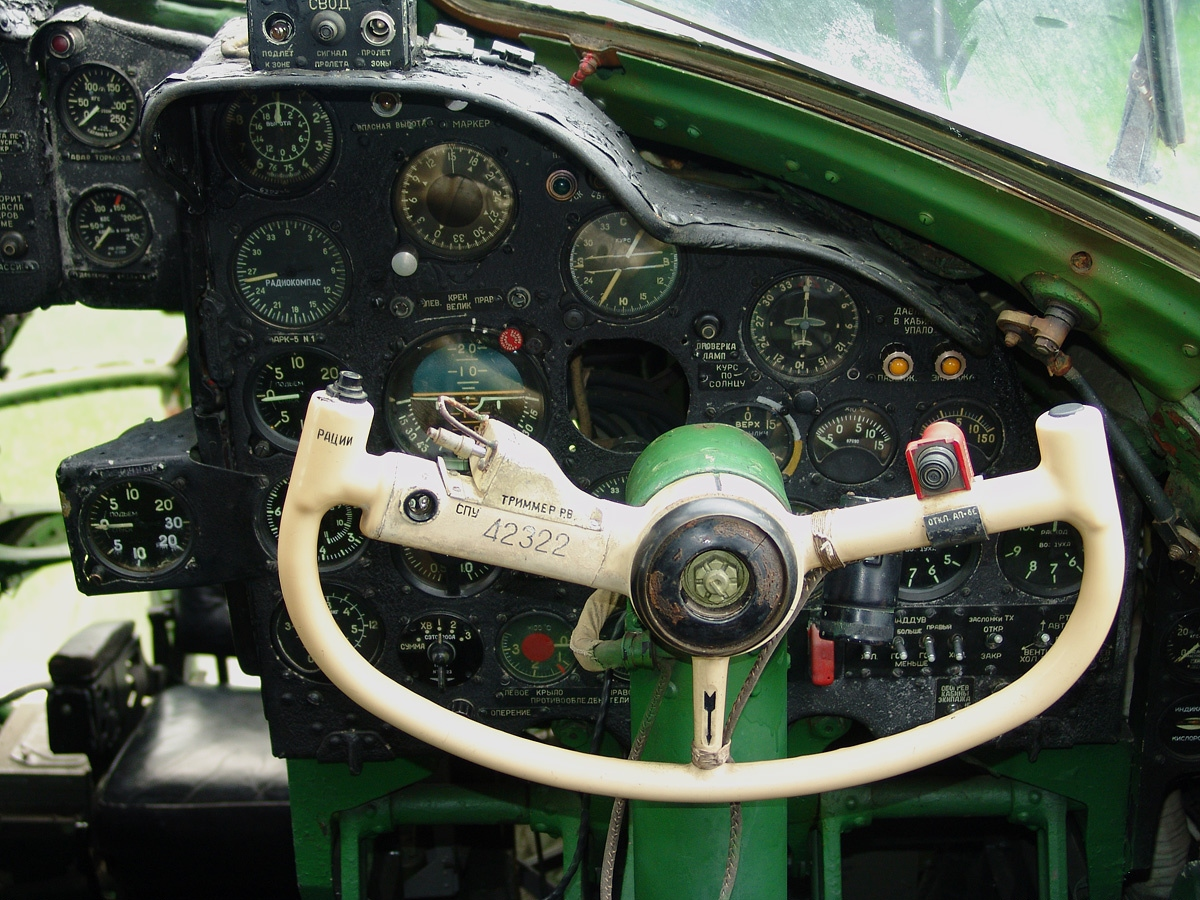
Kokpit

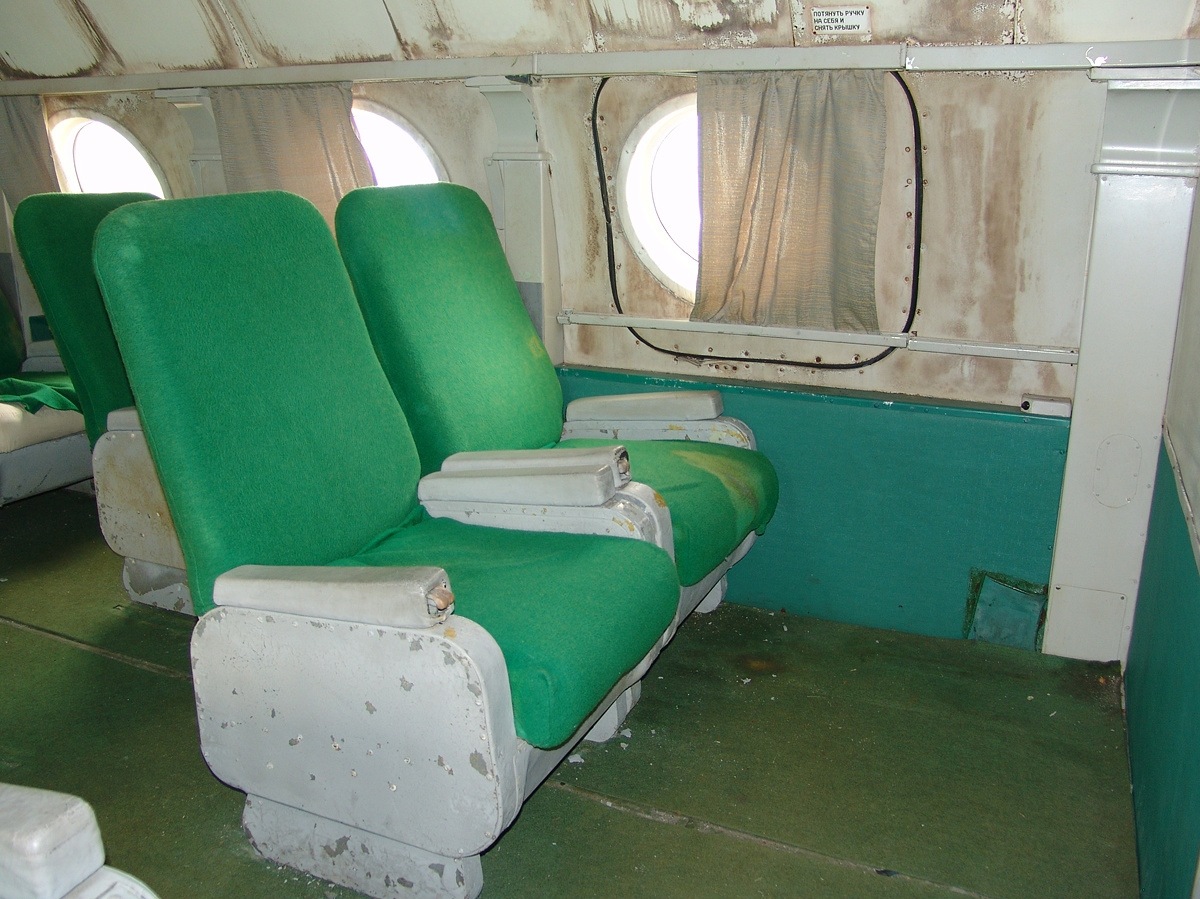
Kabina cestujících

|                                               | TU-104             | TU-104A            | TU-104B            |
| --------------------------------------------- | ------------------ | ------------------ | ------------------ |
| Rozpětí                                       | 34,54 m            | 34,54 m            | 34,54 m            |
| Délka                                         | 38,85 m            | 38,85 m            | 40,06 m            |
| Výška                                         | 11,9 m             | 11,9 m             | 11,9 m             |
| Plocha křídel                                 | 169,7 m2           | 169,7 m2           | 169,7 m2           |
| Vzepětí                                       | -3°                | -3°                | -3°                |
| Šíp střední části křídel                      | 37°05´38´´         | 37°05´38´´         | 37°05´38´´         |
| Šíp vnějších křídel                           | 35°                | 35°                | 35°                |
| Štíhlost                                      | 7,05               | 7,05               | 7,05               |
| Profil u kořene křídla                        | PR-1-10S-9 (15.7%) | PR-1-10S-9 (15.7%) | PR-1-10S-9 (15.7%) |
| Profil u konce křídla                         | PR-1-10S-9 (12%)   | PR-1-10S-9 (12%)   | PR-1-10S-9 (12%)   |
| Plocha vztlakových klapek                     | 26,09 m2           | 26,09 m2           | 26,09 m2           |
| Plocha křidélek                               | 14,77 m2           | 14,77 m2           | 14,77 m2           |
| Plocha vodorovných ocasních ploch             | 41,7 m2            | 41,7 m2            | 41,7 m2            |
| Rozpětí vodorovných ocasních ploch            | 13,4 m             | 13,4 m             | 13,4 m             |
| Plocha výškových kormidel                     | 8,72 m2            | 8,72 m2            | 8,72 m2            |
| Plocha svislých ocasních ploch                | 23,525 m2          | 23,525 m2          | 23,525 m2          |
| Plocha směrového kormidla                     | 5,213 m2           | 5,213 m2           | 5,213 m2           |
| Průměr trupu max.                             | 3,5 m              | 3,5 m              | 3,5 m              |
| Objem přetlakového prostoru                   | 205 m3             | 205 m3             | 251.6 m3           |
| Provozní přetlak                              | 0,5 kg/cm2         | 0,5 kg/cm2         | 0,5 kg/cm2         |
| Rozchod kol                                   | 11,325 m           | 11,325 m           | 11,325 m           |
| Rozvor kol                                    | 14,113 m           | 14,113 m           | 14,113 m           |
| Hmotnost prázdného letounu                    | 40 400 kg          | 41 300 kg          | 42 900 kg          |
| Maximální hmotnost bez paliva                 | N/A                | 54 400 kg          | N/A                |
| Maximální vzletová hmotnost                   | 72 500 kg          | 75 500 kg          | 76 000 kg          |
| Maximální přistávací hmotnost                 | 58 000 kg          | 64 000 kg          | 64 000 kg          |
| Obchodní zatížení pro max. dolet              | 5 200 kg           | 9 000 kg           | 9 000 kg           |
| Objem palivových nádrží                       | 30 000 l           | 33 150 l           | 33 150 l           |
| Délka rozjezdu                                | 1 775 m            | 1 970 m            | 2 350 m            |
| Délka dojezdu (bez brzdících padáků)          | 1 060 m            | 1 600 m            | 1 600 m            |
| Cestovní rychlost                             | 800–900 km/h       | 800–900 km/h       | 800–900 km/h       |
| Maximální rychlost                            | 995 km/h *         | 995 km/h *         | 995 km/h *         |
| Mamax                                         | 0,88               | 0,88               | 0,88               |
| Vi max                                        | 675 km/h           | 675 km/h           | 675 km/h           |
| Dotyková rychlost pro max přistávací hmotnost | 240 km/h           | 260 km/h           | 260 km/h           |
| Počáteční stoupavost                          | 16,9 m/s           | 13.9 m/s           | N/A                |
| Cestovní výška                                | 10–12 km           | 10–12 km           | 10–12 km           |
| Maximální dolet                               | 3 800 km           | 4 350 km           | 3 700 km           |
| Dolet s max. obchodním zatížením              | 3 000 km           | 3 100 km           | 2 300 km           |
| Tah motoru AM-3 (RD-3)                        | 85,3 kN            | -                  | -                  |
| Tah motoru RD-3M (RD-3M-500)                  | -                  | 93.4 kN            | 93.4 kN            |
| Tah motoru RD-3M pro případ tísně             | -                  | 103.2 kN           | 103.2 kN           |

* Platí pro H= 6 250 m, MSA